# Munroe Settlement
Munroe Settlement es una localidad de Trinidad y Tobago, que forma parte del borough de Chaguanas.

## Geografía
La localidad abarca parte de la isla Trinidad y limita al norte con Cunupia y Warren Village (Tunapuna-Piarco), al sur con Charlieville y Jerningham Junction, al este con Cunupia y al oeste con Charlieville.

## Demografía
Datos demográficos de la localidad de Munroe Settlement:
| Gráfica de evolución demográfica de Munroe Settlement entre 2000 y 2011 |
|                                                                         |